# Anerincleistus hispidissimus
Anerincleistus hispidissimus är en tvåhjärtbladig växtart som först beskrevs av Henry Nicholas Ridley, och fick sitt nu gällande namn av Madhavan Parameswarau Nayar. Anerincleistus hispidissimus ingår i släktet Anerincleistus och familjen Melastomataceae. Inga underarter finns listade i Catalogue of Life.